# Лінувець (Великопольське воєводство)
Лінувець (пол. Linówiec) — село в Польщі, у гміні Орхово Слупецького повіту Великопольського воєводства.
Населення — 133 особи (2011).
У 1975-1998 роках село належало до Конінського воєводства.

## Демографія
Демографічна структура станом на 31 березня 2011 року:
|          | Загалом | Допрацездатний вік | Працездатний вік | Постпрацездатний вік |
| -------- | ------- | ------------------ | ---------------- | -------------------- |
| Чоловіки | 67      | 12                 | 47               | 8                    |
| Жінки    | 66      | 14                 | 40               | 12                   |
| Разом    | 133     | 26                 | 87               | 20                   |